# فرنسيس بيكنل كاربنتر
فرنسيس بيكنل كاربنتر (بالإنجليزية: Francis Bicknell Carpenter)‏ هو رسام أمريكي، ولد في 6 أغسطس 1830 في هومر في الولايات المتحدة، وتوفي في 23 مايو 1900 في نيويورك في الولايات المتحدة بسبب استسقاء.